# Léonce Levraud
Léonce Adam Levraud, dit Léonce Levraud, né le 27 avril 1843 à Paris et mort le 21 décembre 1938 à Vannes (Morbihan), est un médecin, militant blanquiste sous le Second Empire puis membre de la Commune de Paris. Sous la Troisième République, il devient homme politique radical-socialiste et rallie Léon Gambetta puis Charles Floquet.

## Biographie
Médecin en 1868, il est un opposant au Second Empire. Le 4 septembre 1870, il est l'un des premiers manifestants à pénétrer dans la Chambre des députés, pour proclamer la République. Conseiller municipal de Paris et conseiller général de la Seine de 1876 à 1896, il est député de la Seine de 1898 à 1910, inscrit au groupe radical-socialiste.

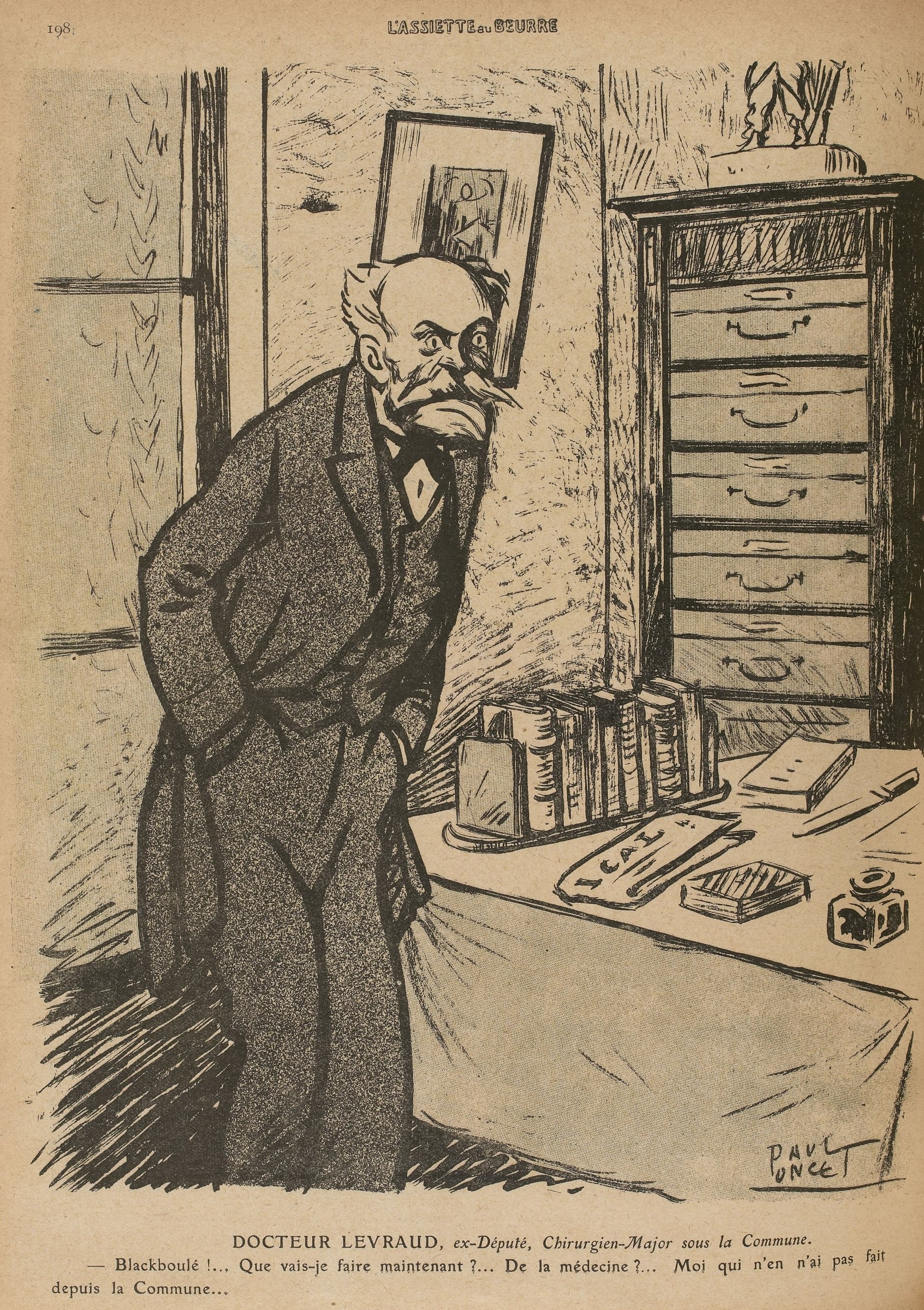
Léonce Levraud en 1910 caricaturé dans L'Assiette au beurre par Paul Poncet.

## Décorations
Chevalier de la Légion d'honneur

## Sources
1. ↑  https://www.geneanet.org/registres/view/189712/14?individu_filter=11898254